# 平房莊園 (加利福尼亞州)
平房莊園（英語：Ranch House Estates）是位於美國加利福尼亞州阿馬多爾縣的一個非建制地區。該地的面積和人口皆未知。

## 地理
平房莊園的座標為38°24′23″N 120°37′09″W / 38.40639°N 120.61917°W，而該地的平均海拔高度為776米（即2546英尺）。